# Кайро
Кайро — (回廊 — кайро:) длинный, узкий, крытый, полузакрытый коридор в японской архитектуре. Изначально коридоры строились для того, чтобы окружить священный участок буддийских храмов, где располагался кондо (金堂) — главный зал храмового комплекса, где хранились наиболее священные реликвии и изображения.
Аналогом в западной архитектуре является клуатр — крытая обходная галерея, обрамляющая внутренний сад монастыря или крупной церкви.